# Palazzo Zambeccari

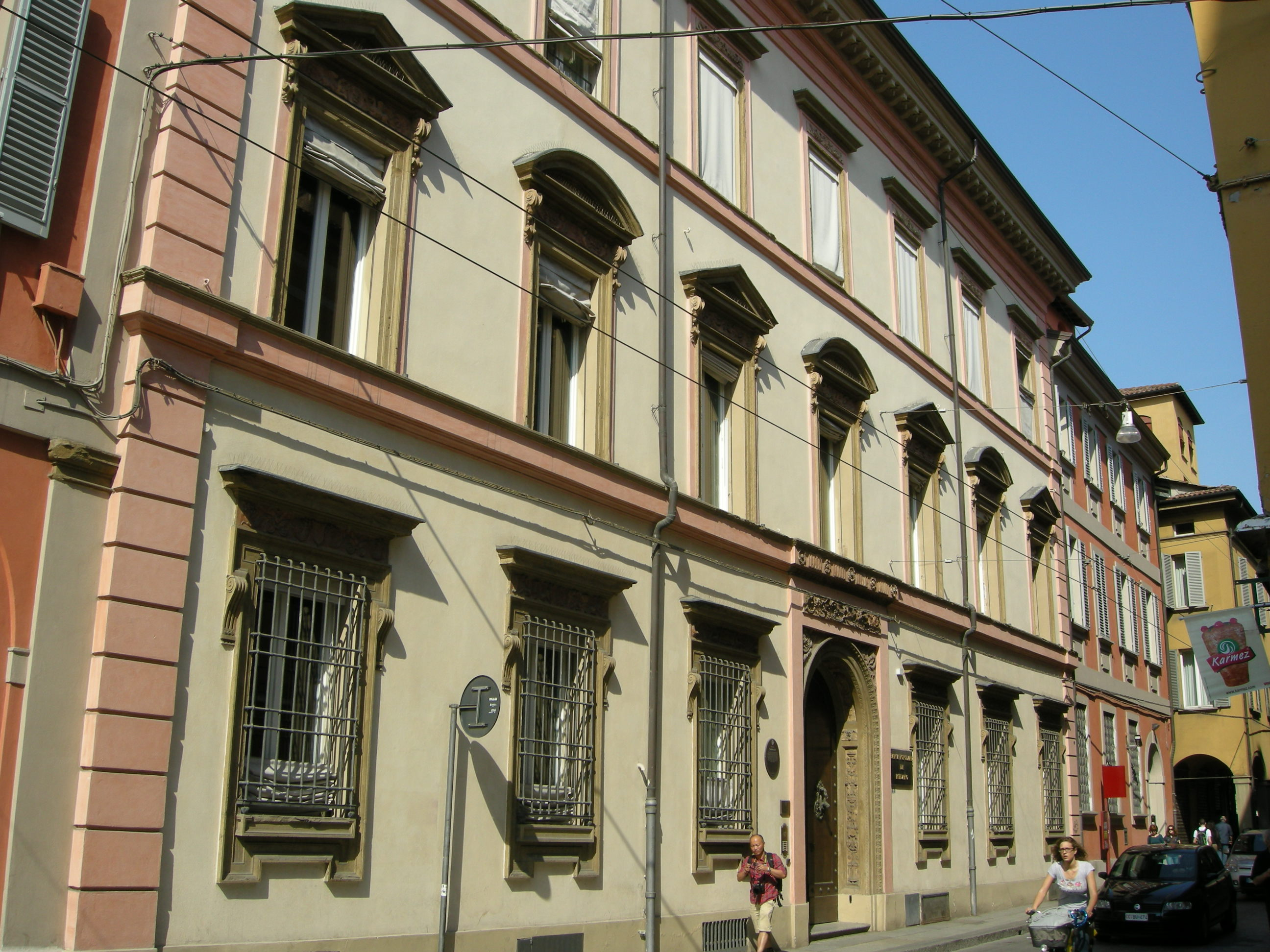
Fassade des Palazzo Zambeccari im Mai 2011

Palazzo Zambeccari ist ein klassizistischer Palast im historischen Zentrum von Bologna in der italienischen Region Emilia-Romagna. Er liegt in der Via de’ Carbonesi 11, gegenüber der Kirche San Paolo Maggiore. Seit 2015 sind in dem Palast die Büros der Banco Popolare di Milano untergebracht.

## Geschichte und Beschreibung
Der Palast wurde 1775 von Carlo Bianconi für die Bolgneser Patrizierfamilie Zambeccari entworfen. An der Haupttreppe ist eine Quadratur von Giovanni Santi und Francesco Santini, verziert mit Stuckdekorationen (1790) von Luigi Acquisti, angebracht. Im ersten Obergeschoss kann man einen Raum mit einem Fresko von Giuseppe Maria Rolli und Giacomo Alboresi bewundern, auf dem der Olymp abgebildet ist. Der Innenhof wurde bei einer Restaurierung in jüngerer Zeit mit einem Glasdach versehen.